# Ghana i olympiska sommarspelen 1988
Ghana deltog i de olympiska sommarspelen 1988 med en trupp, men ingen av landets deltagare erövrade någon medalj.

## Boxning
Flugvikt
- Alfred Kotey
  - Första omgången – Bye
  - Andra omgången – Besegrade Hussain al-Mutairi (KUW), RSC-1
  - Tredje omgången – Besegrade Benjamin Mwangata (TNZ), 5:0
  - Kvartsfinal – Förlorade mot Mario González (MEX), walk-over

Lätt weltervikt
- Ike Quartey
  - Första omgången – Bye
  - Andra omgången – Besegrade José Saizozema (DOM), 5:0
  - Tredje omgången – Förlorade mot Grahame Cheney (AUS), 0:5

Weltervikt
- Alfred Addo Ankamah
  - Första omgången – Besegrade Boston Simbeye (MLW), KO-1
  - Andra omgången – Förlorade mot Kenneth Gould (USA), 0:5

Lätt mellanvikt
- Kofi Emmanuel Quaye
  - Första omgången – Förlorade mot Segundo Mercado (ECU), KO-3